# Rio Auron
Auron é um rio localizado nos departamentos de Allier e Cher, no centro de França. Desagua em Bourges no rio Yèvre, do qual é um dos principais afluentes. É portanto sub-afluente do rio Cher. Nasce perto de Valigny, a oeste de Lurcy-Lévis. 
No seu percurso passa por Bannegon, Dun-sur-Auron, Saint-Just, Plaimpied-Givaudins e Bourges.